# Dialetto lorenese
Il lorenese (nome nativo: lorin; in francese: lorrain o, in Belgio, gaumais) è la variante della lingua d'oïl parlata nella regione francese della Lorena e nella Gaume, regione meridionale del Belgio.
Riconosciuta come lingua regionale della Francia ha lo status riconosciuto di lingua regionale anche in Vallonia, dove è chiamata Gaumais. È fortemente influenzato da lingue germaniche vicine, parlate nelle aree circostanti, come il lussemburghese ed il francone della Lorena.
| Controllo di autorità | GND (DE) 4168181-2 · BNF (FR) cb11946149r (data) |